# Базельский театр

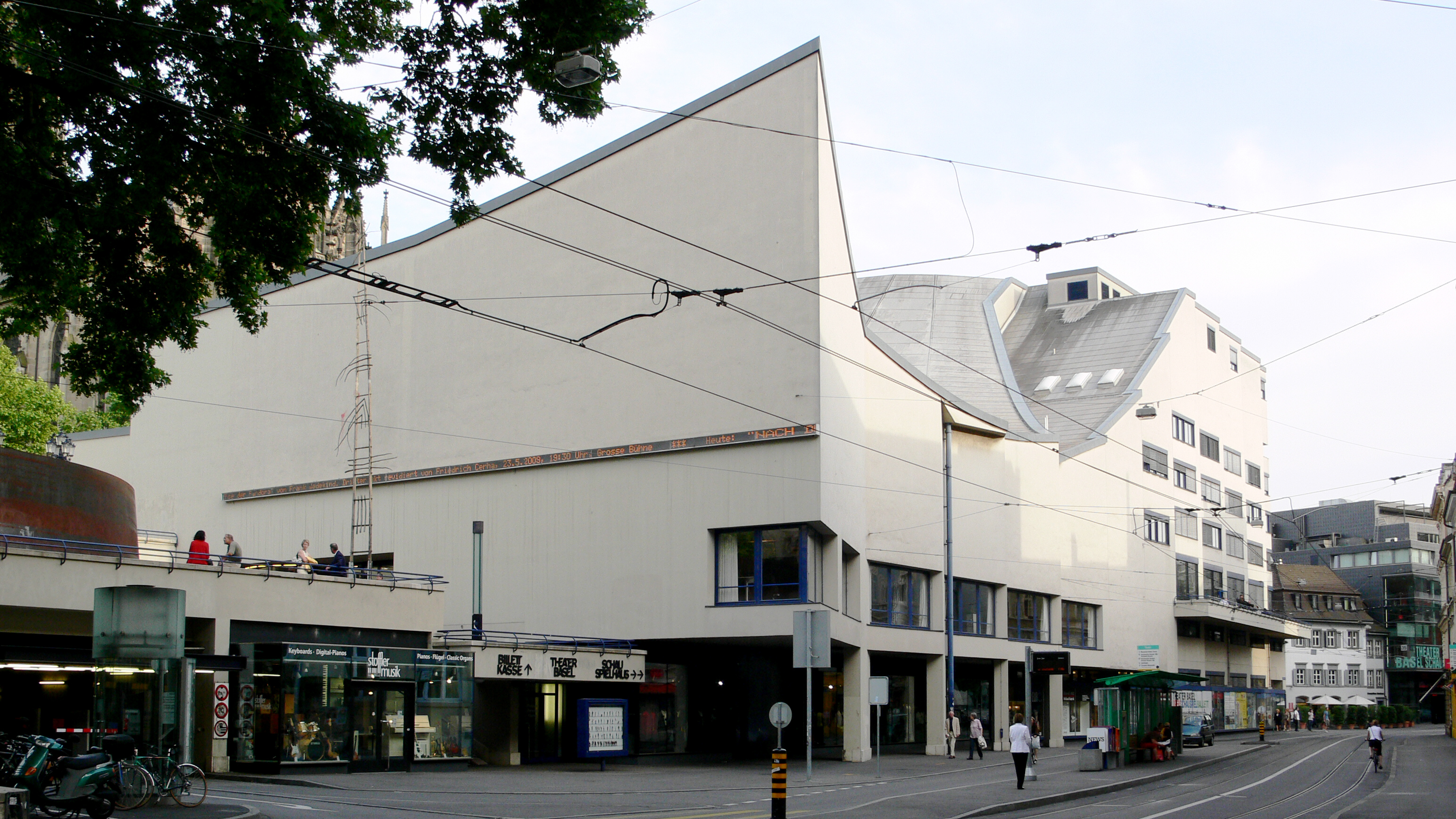
Базельский театр (фото 2009)

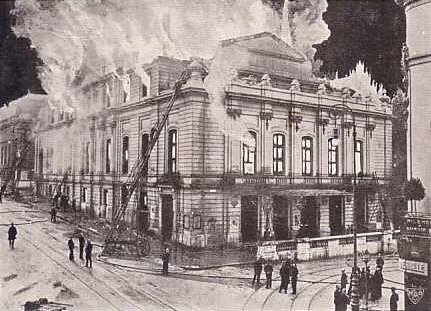
Старое здание Базельского городского театра (пожар 1904)

Базельский театр (нем. Theater Basel) — городской театр Базеля. Основан в 1834 году как Базельский городской театр (нем. Stadttheater Basel), современное название используется с 1988. Совмещает функции драматического, оперного и балетного театра.

## Исторический очерк
Базельский городской театр был открыт в 1834 году в здании, выполненном в классицистском стиле (архитектор Мельхиор Берри). Это здание было снесено и на его месте выстроено в 1875 году новое, в необарочном стиле (архитектор Иоганн Якоб Штелин). Необарочное здание театра в 1904 году сгорело, затем восстановлено, и с 1909 года в нём снова стали ставиться спектакли. В 1970-е годы по проекту архитектурного бюро Schwarz & Gutmann было выстроено новое здание «из стекла и бетона», а старое в 1975 году взорвано. Большой зал вмещает около 1000 человек, малый зал — 320 человек. В 1968–1988 гг. институция называлась Basler Theater, с 1988 официальное название — Theater Basel. Директор театра с 2020 г. — немецкий театральный режиссёр Бенедикт фон Петер.
Помимо академических опер (Верди, Гуно, Пуччини и т.п.) на сцене Базельского театра в XXI веке осуществляются постановки музыкального авангарда. За постановки опер «Donnerstag aus Licht» К. Штокхаузена (2009) и «Wüstenbuch» Б. Фуррера (2010) критики авторитетного музыкального журнала «Opernwelt» удостоили театр почётного звания «Opernhaus des Jahres». С конца 1990-х гг. всё более значительное место в репертуаре отводится постановкам опер и танцев в аутентичной исполнительской манере, среди них: балет "La guerra d’Amore" на музыку К. Монтеверди (сезон 1999-2000), оперы "Дидона и Эней" Г. Пёрселла (2006-2007) и "Похищение из сераля" В. А. Моцарта (2007-2008)
Поскольку резидентного симфонического оркестра у театра нет, его оперные и балетные спектакли обслуживают различные местные оркестры — Базельский симфонический, Базельский камерный, «Basel Sinfonietta». Постановки музыкальных спектаклей в аутентичной манере озвучивают барочные оркестры «La Cetra», «Ensemble Phoenix Basel» и др.